# Çarşıbaşı (district)
Çarşıbaşı is een Turks district in de provincie Trabzon en telt 16.216 inwoners (2007). Het district heeft een oppervlakte van 66,9 km². Hoofdplaats is Çarşıbaşı.
De bevolkingsontwikkeling van het district is weergegeven in onderstaande tabel.
| 1997   | 2000   | 2007   |
| ------ | ------ | ------ |
| 16.904 | 17.456 | 16.216 |